# Karl Schäfer (Politiker)
Karl Schäfer (* 12. August 1912 in Obereschenbach; † 21. April 1991 in Nürnberg) war ein deutscher Politiker (CSU).

## Leben
Schäfer besuchte die Volksschule und das Gymnasium in Bamberg. Nach einer kaufmännischen Lehrzeit in Nürnberg war er in verschiedenen Nürnberger Firmen tätig und wurde 1938 in ein bekanntes Einzelhandelsgeschäft eingeheiratet, wo er zunächst nur im Familienverband mithelfend, ab 1950 ausschließlich tätig war. Er nahm am Zweiten Weltkrieg teil und saß bis 1946 in Kriegsgefangenschaft.
1946 trat Schäfer der CSU bei, wo er Mitglied des Landesvorstands der CSU und stellvertretender Vorsitzender der Jungen Union Bayern war. Ferner war er Diözesan-Vorsitzender der Deutschen Jugendkraft in Bayern, Vorsitzender des Bezirksverbands Nürnberg-Fürth der CSU und ehrenamtlicher Stadtrat in Nürnberg. Von 1954 bis 1978 war er Mitglied des Bayerischen Landtags.

## Ehrungen
- 1964: Bayerischer Verdienstorden
- 1970: Verdienstkreuz 1. Klasse der Bundesrepublik Deutschland
- 1978: Großes Verdienstkreuz der Bundesrepublik Deutschland[1]